# Breri jezik
Breri jezik (ISO 639-3: brq; kuanga), jezik tamolanske podskupine šire skupine ramu, ramu-donjosepička porodica. Govori ga oko 1 100 ljudi (1986 PBT) zapadno od grada Madang u dolini donjeg Ramua, Papua Nova Gvineja.
Srodan je jezicima kominimung [xoi], igana [igg] i inapang [mzu] s kojima uz još dva jezika akrukay [afi] i romkun [rmk] čini podskupinu tamolan.

## Vanjske poveznice
- Ethnologue (14th)
- Ethnologue (15th)
- The Breri Language